# 王海冰
王海冰（1997年9月7日—），上海人，中国游泳运动员。

## 簡歷
2012年，王海冰代表中国出戰英國倫敦舉行的奥林匹克运动会游泳比賽女子4×100米自由泳接力賽事，并获得第四名。